# Henschel Hs 132
Le Henschel Hs 132 est un prototype d'avion d'interception et de bombardement en piqué conçu pendant la seconde Guerre mondiale par Henschel. Cet avion, original par la position couchée du pilote, n'est jamais entré en service : seul le premier prototype a abouti, mais il a été capturé par l'armée soviétique avant son premier vol. Les prototypes V2 et V3 en étaient à ce moment à 80 % et 75 % d'achèvement.

## Conception

### Position couchée du pilote
La pratique du bombardement en piqué par les Allemands ayant apporté d'indéniables succès tactiques, il importait à l'Allemagne nazie de pérenniser la lignée des Stukas (de Sturzkampfflugzeug, « bombardier en piqué » en allemand). Peu d'avions s'avérèrent cependant aussi adaptés à cette tâche que le célèbre Junkers Ju 87, pourtant totalement démodé dès le début de la Seconde Guerre mondiale. Ses successeurs ne parvinrent cependant pas à le remplacer complètement, faute d'avoir été spécifiquement conçus pour cet usage.
Parmi les contraintes liées à la conception et à l'emploi des bombardiers en piqués, on peut noter :
- une grande résistance structurelle capables de résister aux très forts facteurs de charge aérodynamique ;
- une vitesse et une maniabilité suffisante pour espérer échapper à la chasse ennemie (point souvent contradictoire avec le premier) ;
- la résistance du pilote aux accélérations. Ce point était déjà important avec le Junkers Ju 87 qui était équipé d'un dispositif de redressement automatique de l'avion en cas d'évanouissement dû au voile noir.

Dans ce contexte, un poste de pilotage en position couchée offrait l'avantage de pouvoir à la fois réduire le maître-couple du fuselage (ce qui réduisait à la fois la traînée et la vulnérabilité aux tirs ennemis) et d'aider le pilote à supporter les g au moment de la ressource.
L'inconvénient de la position couchée était essentiellement la très faible visibilité vers l'arrière offerte au pilote. L'expérience accumulée avec l'avion expérimental Berlin B9 (en) montrait que la position « couché à plat ventre » permettait au pilote de supporter 12 g pendant plus de 2 minutes avant la syncope (contre 6 g pendant quelques secondes avec une position assise classique).
La position couchée était donc adaptée au bombardement en piqué. Une vitesse suffisante devait être garantie pour éviter au pilote de se faire surprendre : le choix d'un turboréacteur devenait logique pour cet avion dont le développement avait commencé en 1944.

### Développement
L'origine du Hs 132 vient de la spécification du 18 février 1943 formulée par le Ministère de l'Air du Reich (le Reichsluftfahrtministerium ou RLM) pour un avion d'attaque au sol monoplace, destiné à contenir une invasion de l'Europe. Si un moteur à pistons avait initialement été envisagé, les performances demandées ne pouvaient être atteintes qu'avec un turboréacteur.
Henschel avait déposé sa réponse au Ministère en avril-mai 1944, alors que les essais en soufflerie avaient déjà débuté pour valider le concept. L'empennage horizontal de la queue présentait un dièdre négatif prononcé avec deux dérives arrondies. Le réacteur BMW 003 était monté en arrière des ailes : cette disposition facilitait sa maintenance, la faible hauteur de la cellule mettant le moteur à hauteur d'épaule. La verrière conique était blindée. L'ensemble ressemblait beaucoup au chasseur Heinkel He 162.
Un contrat pour 6 prototypes fut signé en mai 1944 et leur construction démarra en mars 1945. Le premier vol du Hs 132 V1 était planifié pour juin 1945 mais l'armée rouge saisit l'avion intact en mai 1945, avant son premier vol. Des auteurs avancent que les ailes furent fabriquées en France et qu'elles ne quittèrent jamais leur usine, ce qui est contesté puisqu'alors leur fabrication aurait alors débuté alors que la France était déjà libérée.

### Caractéristiques
Outre la position du pilote, l'avion innovait en adoptant la solution, assez récente, d'un train atterrissage tricycle rétractable.
L'armement principal consistait en une bombe de 500 kg logée dans un petit renfoncement sous le fuselage. Des canons étaient prévus sur les prototypes B et C. Le contexte général dans lequel fut développé l'avion limitant l'emploi de matériaux stratégiques, l'ensemble de la structure était donc fait en bois.
Le problème de l'extraction du pilote ne semble pas avoir été prioritaire alors que, tant la position du pilote que celle du réacteur, rendait l'utilisation d'un siège éjectable souhaitable, comme cela avait été le cas pour certains exemplaires du Heinkel He 162.
L'absence de déploiement opérationnel ne permet cependant pas de dire si l'avion aurait donc pu être un stuka efficace, digne successeur du Junkers Ju 87 ou, au contraire, un concept trop radical choisi par un régime aux abois et aussi inadapté que son cousin le He 162 ou le que le Messerschmitt Me 163 Komet.

## Variantes
Hs 132A (bombardement en piqué)
réacteur BMW 003, 1 bombe de 500 kg
Hs 132B (Interception)
réacteur Jumo 004, 1 bombe de 500 kg, 2 canons Mauser MG 151 de 20 mm
Hs 132C (attaque au sol)
réacteur He S 011 turbojet engine, 1 bombe de 500 kg, 2 canons Mauser MG 151 de 20 mm et 2 canons MK 103 de 30 mm
Hs 132D
envergure agrandie